# A Rainbow in Curved Air
A Rainbow in Curved Air è un album in studio del compositore statunitense Terry Riley, pubblicato nel 1969.
Oltre ad essere considerato uno degli album migliori e più noti del compositore, questa pubblicazione contribuì ad aumentare la sua popolarità al pubblico della musica rock.

## Il disco
A Rainbow in Curved Air è costituito da due suite che seguono molte delle idee già presenti nel precedente In C (1969), quali le variazioni di un pattern che cambia lentamente. Tuttavia, a differenza di quell'altra opera che faceva affidamento su un'orchestra, gli strumenti presenti su A Rainbow in Curved Air sono stati tutti suonati dal solo Riley. La solare title track, ispirata alla musica classica indiana e accompagnata dai suoni di un dumbeck, ripete costantemente un motivo melodico di quattordici note riprodotte da diverse tastiere. La seconda suite Poppy Nogood And The Phantom Band, che è arrangiata con un sassofono, si presenta invece meno dinamica.

## Tracce
Tutte le tracce sono state composte da Terry Riley.
1. A Rainbow in Curved Air – 18:40
2. Poppy Nogood And The Phantom Band – 21:40